# 王茂润
王茂润（1936年5月—2008年10月17日），山东荣成人，中国人民解放军上将。1988年被授予少將軍銜，1993年晉升為中將軍銜，1998年晉升為上將軍銜。中共十一大代表，第十四屆中央紀律檢查委員會委員，第十五屆中央委員，第七屆全國人大代表，第十屆全國人大常委會委員。

## 生平
1950年加入中國新民主主義青年團，1951年6月参加中国人民解放军，1956年7月加入中国共产党。曾任青岛守备区司令部队列科参谋。1961年9月入高级步兵学校学习。毕业后任师司令部队列科参谋，军司令部军务处参谋，军党委秘书。
1969年任军政治部秘书处副处长、组织处处长。1973年任济南军区政治部副秘书长。1976年任军政治部主任。1983年任军副政治委员；1983年9月～1985年7月在军事学院高级指挥班学习，1985年任兰州军区政治部主任。
1990年4月任兰州军区副政治委员兼纪律检查委员会书记，后调任军事科学院副政治委员兼纪律检查委员会书记。1994年任軍事科學院副政委兼纪律检查委员会书记。1995年7月至2001年7月任国防大学政治委员。2003年3月至2008年3月任十屆全國人大環境與資源保護委員會委員。
2008年10月17日在北京逝世，享年72歲。